# Мондаино
Мондаѝно (на италиански: Mondaino, на местен диалект Mundaìn, Мундайин) е село и община в северна Италия, провинция Римини, регион Емилия-Романя. Разположено е на 420 m надморска височина. Населението на общината е 1478 души (към 2010 г.).